# Magdelín Martínez
Magdelín Martínez Castillo-Piccotti, kubansko-italijanska atletinja, * 10. februar 1976, Camagüey, Kuba.
Od leta 2001 je tekmovala za Italijo. Nastopila je na poletnih olimpijskih igrah v letih 2004 in 2008, leta 2004 je dosegla sedmo mesto v troskoku. Na svetovnih prvenstvih je osvojila bronasto medaljo leta 2003, na evropskih dvoranskih prvenstvih srebrno medaljo leta 2005, na panameriških igrah pa bronasto medaljo leta 1999.